# Hylaea prosapiaria
Hylaea prosapiaria är en fjärilsart som beskrevs av Carl von Linné 1758. Hylaea prosapiaria ingår i släktet Hylaea och familjen mätare. Inga underarter finns listade i Catalogue of Life.